# جون ثاكستون
جون ثاكستون (بالإنجليزية: Jon Thaxton)‏ مواليد 10 سبتمبر 1974 في نورتش، هو ملاكم محترف إنجليزي سابق صنّف ضمن فئة الوزن الخفيف.

## إحصائيات
خاض خلال مسيرته 45 نزالا، فاز في 34 وخسر في 11. فاز بالضربة القاضية في 19 نزالا.

## وصلات خارجية
- جون ثاكستون على موقع بوكس ريك (الإنجليزية) (registration required)

- الموقع الرسمي